# Johann Jacob Wissenbach

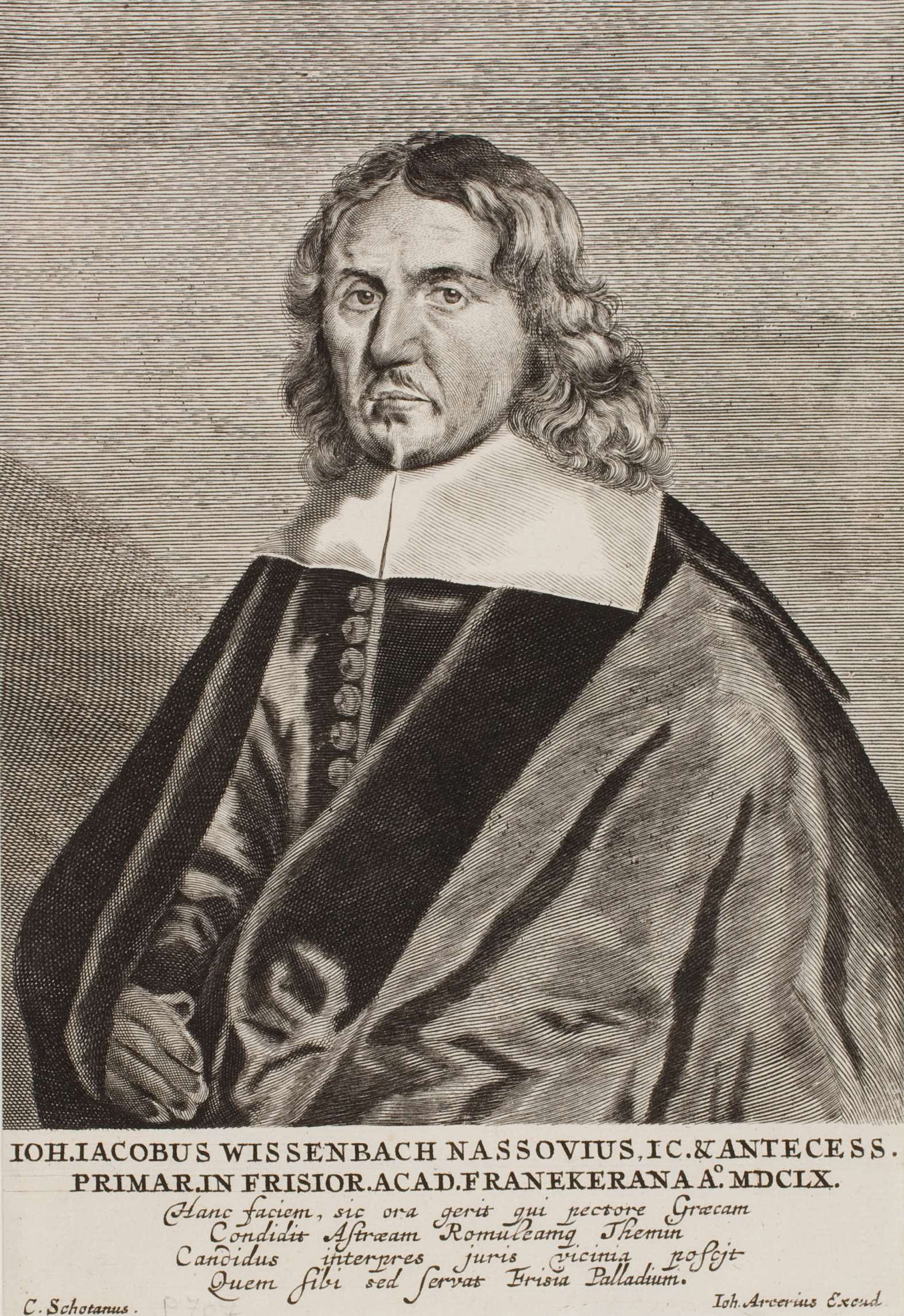
Johann Jacob Wissenbach (Kupferstich 1660)

Johann Jacob Wissenbach (auch Johann Jakob Wissenbach oder Johannes Jacobus Wissenbach; * 8. Oktober 1607 in Fohnhausen; † 16. Februar 1665 in Franeker) war ein deutscher Rechtswissenschaftler und Hochschullehrer.

## Leben
Wissenbach war Sohn des Pastors Wissenbach. Sein Vater schickte ihn an die unter der Leitung von Philipp Textor stehenden Lateinschule in Dillenburg. Anschließend besuchte er die Hohe Schule Herborn, an der er insbesondere Theologie studierte. Seine Lehrer waren dort Johannes Piscator, Johann Heinrich Alsted sowie Georg Pasor. Aufgrund seiner schwachen Stimme wechselte er bereits in Herborn zur Rechtswissenschaft. Er ging wie Pasor an die Universität Franeker. Dort wurde er 1627 Schüler seines Onkels, des Rechtsprofessors Justus Reifenberg. Dieser bestärkte ihn im Studium der Rechtswissenschaft. Von Franeker ging er 1630 an die Universität Groningen, an der er Schüler eines weiteren Onkels, Anton Matthäus II., wurde. 1633 veröffentlichte er die erste Auflage der Schrift Emblemata Triboniani, die ihm schnell zu Bekanntheit im Fachgebiet verhalf.
Wissenbach folgte 1634 einem Ruf auf eine Professur an die Universität Heidelberg. Auf dem Weg nach Heidelberg wurde er an der Universität Marburg zum Doktor der Rechte promoviert. Auf Grund der Wirren des Dreißigjährigen Krieges zerschlug sich allerdings die Stelle. Er nahm daher eine Stelle als Hofmeister eines jungen Grafen Zinzendorf an und begleitete diesen auf einer Reise über Paris, Saumur, Gent, Genf nach England.
Wissenbach kam 1639 nach Franeker zurück. An der dortigen Universität erhielt er 1640 eine Stelle als außerordentlicher Professor des Zivilrechts. 1643 wurde ihm eine Stelle als ordentlicher Professor übertragen und 1647 rückte er, wie schon zuvor sein Onkel Justus Reifenberg, auf die Stelle des Professor primarius vor. 1646, 1654 und 1662 amtierte er jeweils als Rektor der Universität.
Die römisch-katholische Glaubenskongregation setzte zwei seiner Werke auf den Index: Disputationes iuris civilis (indiziert 1718) und die Kommentare zu den Büchern des Codex Iustinianus In Libros IV. Priores Codicis Dn. Justiniani Repetitae Praelectionis Commentationes Cathedrariae (indiziert 1661).

## Werke (Auswahl)
- Emblemata Triboniani, Sive Leges Pandectarum, & Codicis, a Triboniano interpolatae, & ad novi juris rationem inflexae, Deuring, Franeker 1642.
- Disputationes Jvris Civilis, Petri, Franeker 1648.
- Disputationes ad Instituta Imperialia, Franeker 1648.
- Diatriba de mutuo, esse alienationem, eiusque vindiciae , Acker, Franeker 1660.
- Exercitationvm Ad Qvinqvaginta Libros Pandectarum Partes Duæ: Quæ in Præcipuis, cognituque maximè necessariis Difficultatibus & Controversiis Commentarii vice funguntur, 2 Bände, Wellens, Franeker 1661.